# Řezná
Řezná (německy Regen, Schwarzer Regen, Großer Regen) je řeka pramenící na české straně Šumavy (Plzeňský kraj) a ústící v Německu (Bavorsko) zleva do Dunaje. Je 169 km dlouhá. Povodí má rozlohu 2953 km².

## Průběh toku
Pramení v přírodní rezervaci Prameniště na jižním svahu hory Pancíř v Železnorudské hornatině v nadmořské výšce 1031 m. Poté teče směrem na jihozápad, protéká Železnou Rudou a Alžbětínem a po 8,2 km opouští v nadmořské výšce 709 m území České republiky. Na německém území má jméno Großer Regen, protéká obcí Bayerisch Eisenstein a svůj tok stáčí směrem na jihovýchod a jih. U Zwieselu se stéká s Malou Řeznou (Kleiner Regen), mění svůj směr na západ až severozápad a nese název Schwarzer Regen. Poblíž Bad Kötztingu přijímá zprava Weißer Regen a od tohoto soutoku se jmenuje Regen. V dalším úseku teče na západ, ale zhruba 10 km za Nittenau se ostře stáčí k jihu a v Řezně ústí do Dunaje.

## Vodní režim
Průměrný roční průtok vody u ústí činí 35 m³/s.

## Galerie

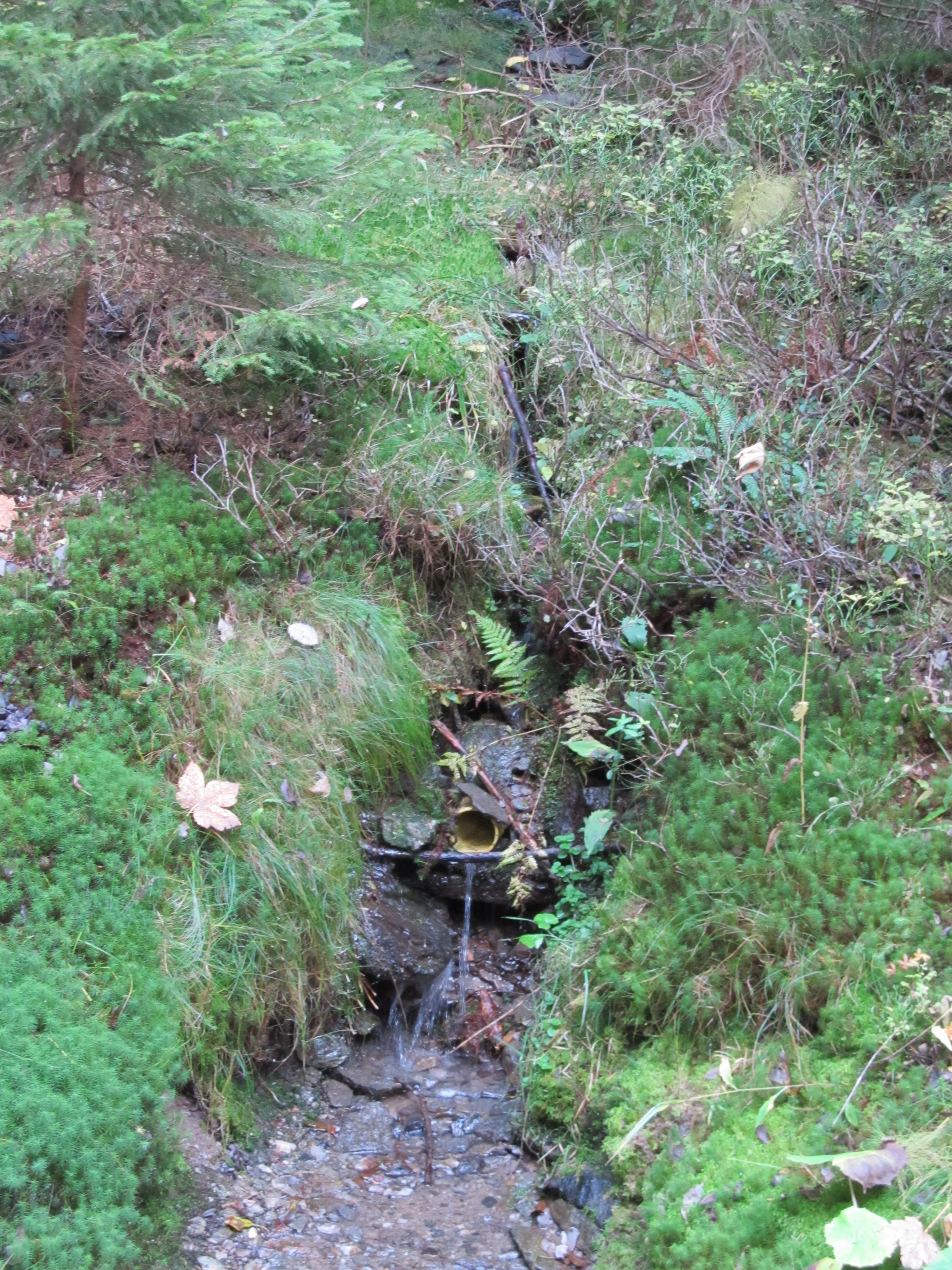
Pramen Řezné v přírodní rezervaci Prameniště na jihovýchodním svahu Pancíře (2013)
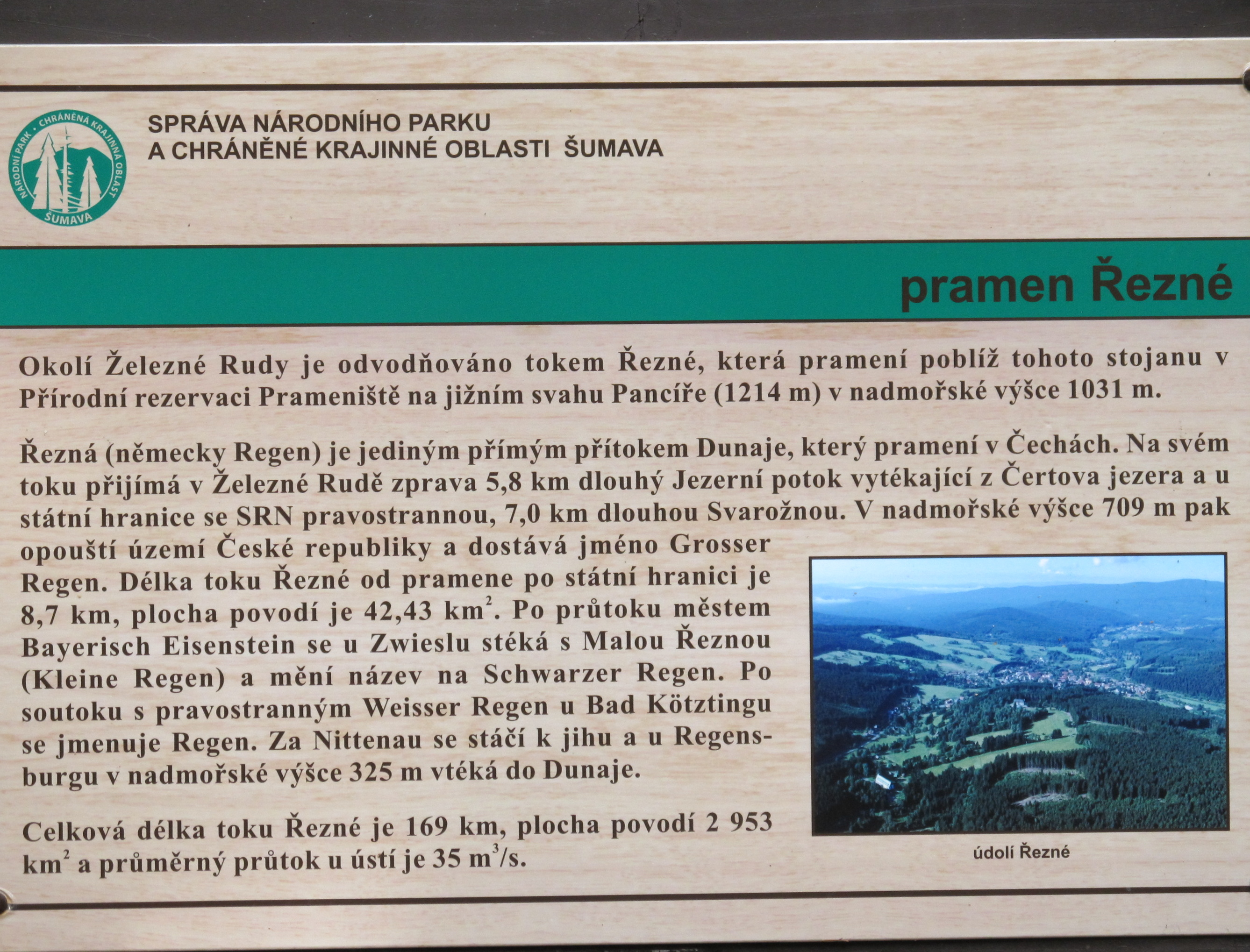
Informační tabule u pramene Řezné
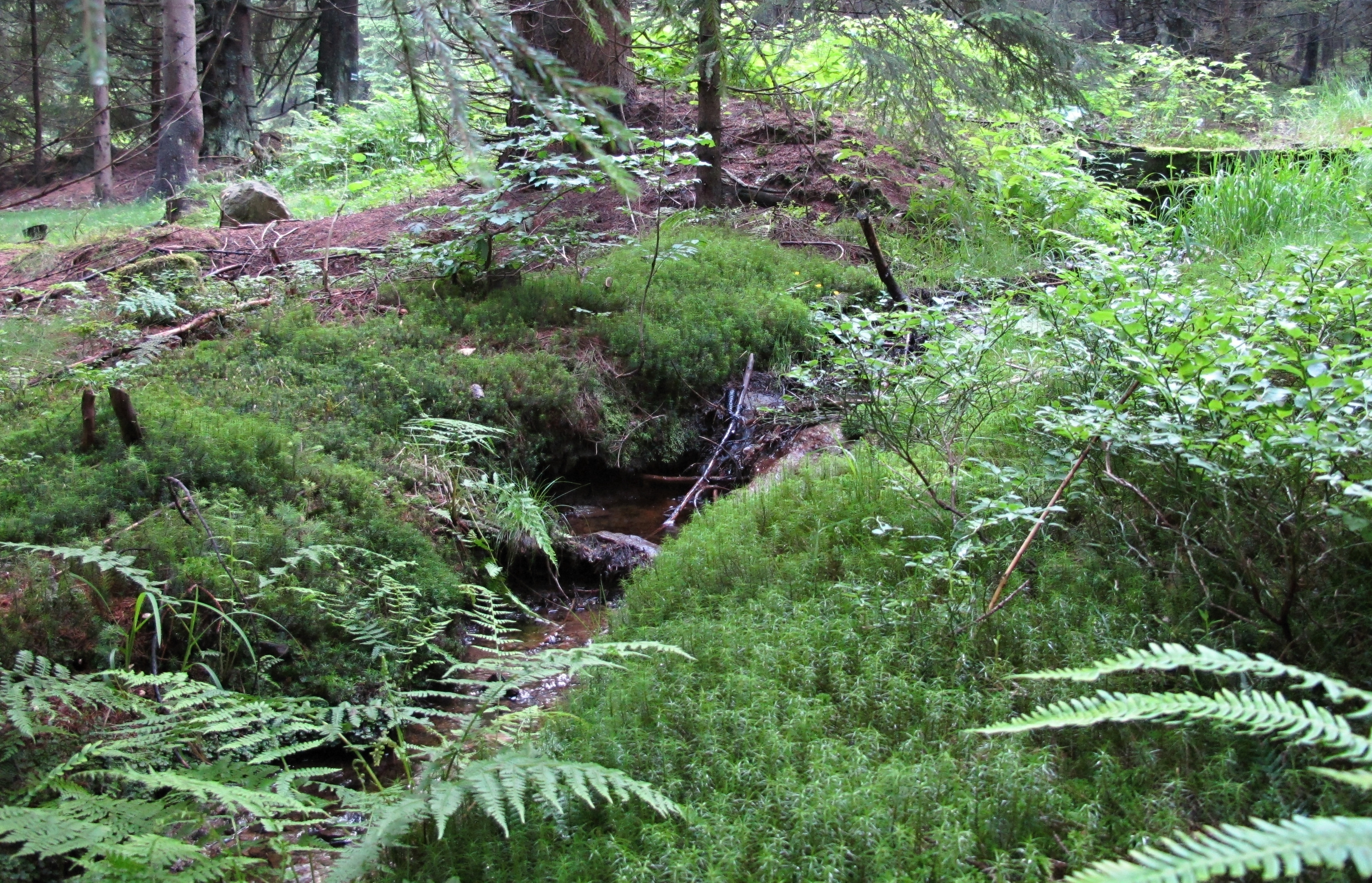
Pramenná oblast Řezné v přírodní rezervaci Prameniště
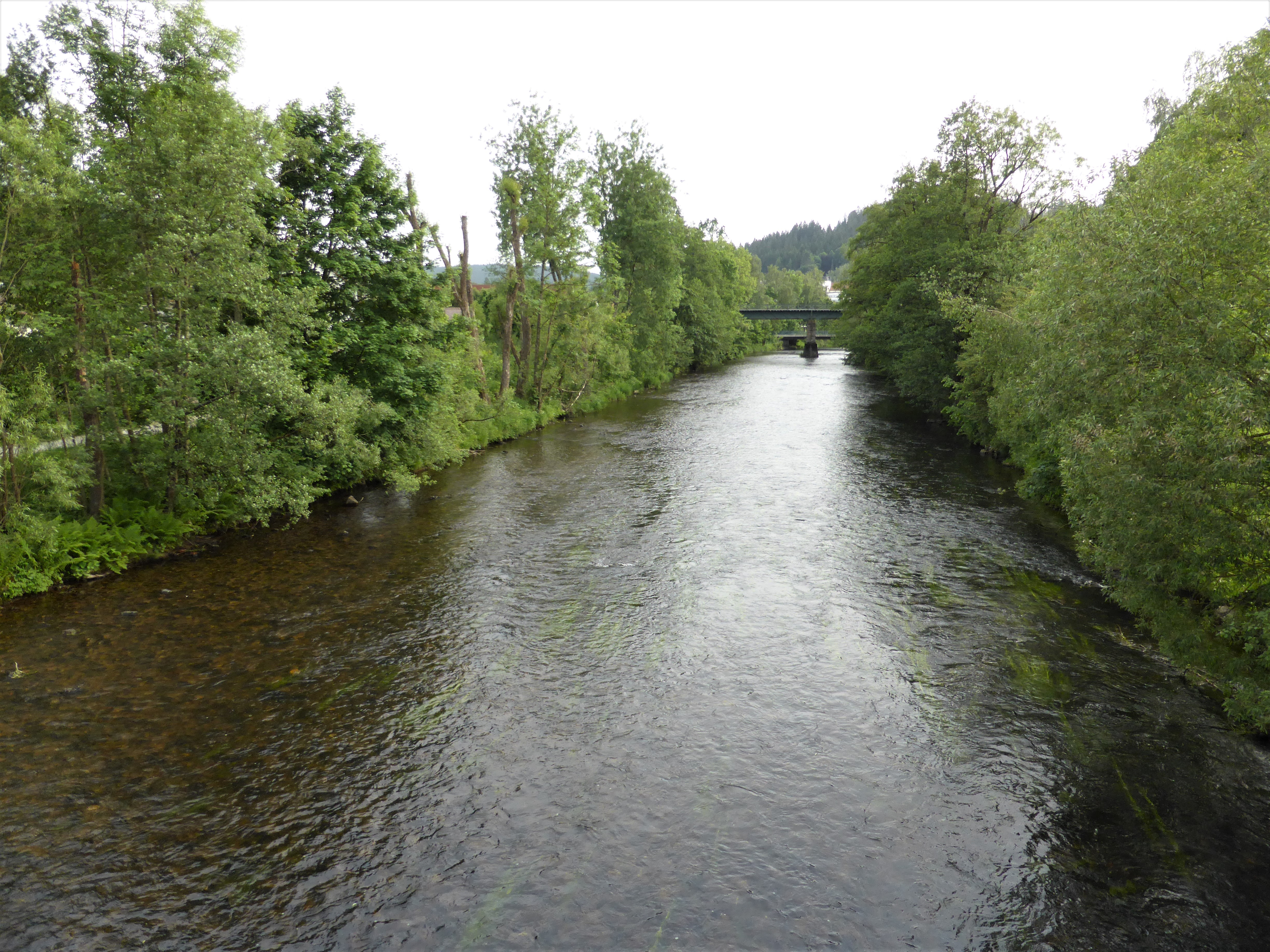
Řezná v bavorském městě Zwiesel
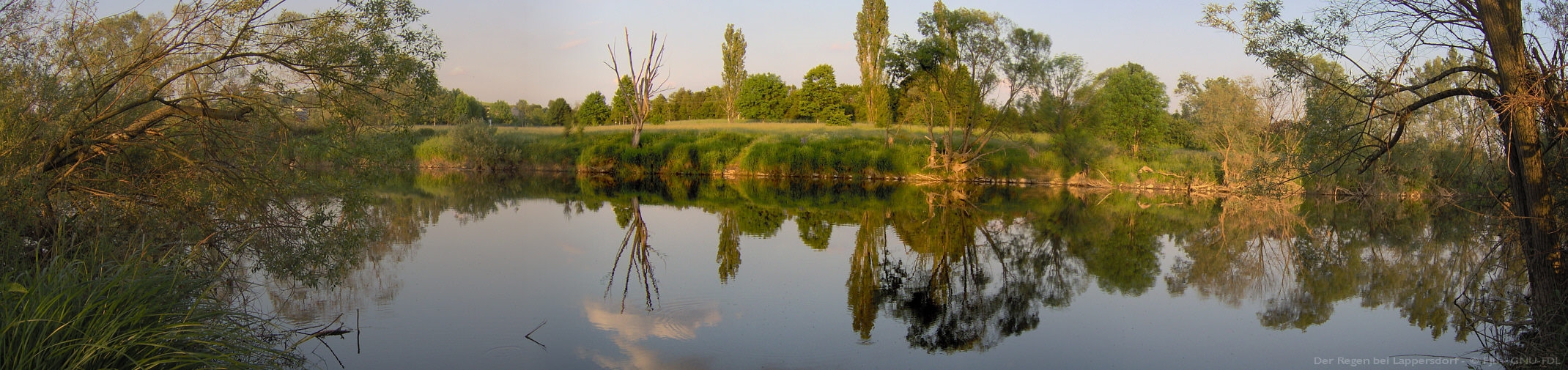
Řezná v bavorské obci Lappersdorf